# العلاقات الزيمبابوية الكورية الشمالية
العلاقات الزيمبابوية الكورية الشمالية هي العلاقات الثنائية التي تجمع بين زيمبابوي وكوريا الشمالية.

## مقارنة بين البلدين
هذه مقارنة عامة ومرجعية للدولتين:
| وجه المقارنة                                              | زيمبابوي | كوريا الشمالية                        |
| --------------------------------------------------------- | --- | ------------------------------------- |
| المساحة (كم2)                                             | 390.76 ألف | 120.54 ألف                            |
| عدد السكان (نسمة)                                         | 16.53 مليون | 25.49 مليون                           |
| الكثافة السكانية (ن./كم²)                                 | 42.3 | 211.47                                |
| العاصمة                                                   | هراري | بيونغيانغ                             |
| اللغة الرسمية                                             | لغة إنجليزية، اللغة الشونا، النديبيلية الشمالية ‏، لغة الشيشيوا، Barwe ‏، Kalanga language ‏، Tshwa language ‏، Ndau dialect ‏، اللغة التسونجا، Zimbabwean sign languages ‏، اللغة السوتية، تونغا ‏، اللغة التسوانية، اللغة الفيندية، اللغة الكوسية | لغة كوريا الشمالية القياسية ‏          |
| العملة                                                    | دولار أمريكي | وون كوري شمالي                        |
| الناتج المحلي الإجمالي (بليون دولار)                      | 17.85 مليار |                                       |
| الناتج المحلي الإجمالي (تعادل القوة الشرائية) بليون دولار | 27.88 مليار |                                       |
| الناتج المحلي الإجمالي الاسمي للفرد دولار أمريكي          | 924 |                                       |
| الناتج المحلي الإجمالي للفرد دولار أمريكي                 | 1.79 ألف |                                       |
| مؤشر التنمية البشرية                                      | 0.509 |                                       |
| رمز المكالمات الدولي                                      | +263 | +850                                  |
| رمز الإنترنت                                              | .zw | .kp                                   |
| المنطقة الزمنية                                           | ت ع م+02:00 | ت ع م+08:30، ت ع م+08:30، ت ع م+09:00 |

## منظمات دولية مشتركة
يشترك البلدان في عضوية مجموعة من المنظمات الدولية، منها:
| علم المنظمة | اسم المنظمة              | تاريخ انضمام زيمبابوي | تاريخ انضمام كوريا الشمالية |
| ----------- | ------------------------ | --------------------- | --------------------------- |
|             | الأمم المتحدة            | 25 أغسطس 1980         | 17 سبتمبر 1991              |
|             | الاتحاد الدولي للاتصالات | 10 فبراير 1981        | ?                           |
|             | يونسكو                   | 22 سبتمبر 1980        | 18 أكتوبر 1974              |
|             | الاتحاد البريدي العالمي  | ?                     | ?                           |

## وصلات خارجية
- موقع وزارة الخارجية الزيمبابوية
- موقع وزارة الخارجية الكورية الشمالية